# 宣庞铁路
宣庞铁路是中國河北省張家口市境內的一条支线铁路，全长45公里。其在1993年停止客运业务，现已停用。

## 概况
该条铁路线主要连接宣化到庞家堡，是1933—1944年日本佔領期間，为了运输庞家堡的铁矿而由龙烟铁矿公司所建的鐵路。全线于1944年12月完工，初名平绥铁路宣庞支线，设置车站七个，后改为六个。